# 加赖
加赖（西班牙語：Garay）是西班牙巴斯克自治区比斯开省的一个市镇。总面积712平方公里，总人口320人（2018年），人口密度0.45人/平方公里。

## 地理
加賴位於比斯開省東部，西班牙北部。面積約為712平方公里。它的北部和東部分別與貝里斯，南與阿瓦迪亚诺相鄰，西部則與尤雷塔相鄰。
43°11′41″N 2°36′35″W / 43.194722222222°N 2.6097222222222°W